# Йенс, Фридрих Вильгельм
Фридрих Вильгельм Йенс (нем. Friedrich Wilhelm Jähns; 2 января 1809, Берлин, Германия — 8 августа 1888, там же) — немецкий певец, композитор, профессор и писатель о музыке.
Написал более 130 пьес, аранжировал многие из произведений Вебера. Главное его сочинение «С. M. von Weber in seinen Werken» (Берлин, 1871 год).